# Мацумае Кінхіро
Мацумае Кінхіро (1598 — 14 серпня 1641) — 2-й даймьо Мацумае-хана (о. Хоккайдо).

## Життєпис
Походив з самурайського роду Мацумае. Син Мацумае Моріхіро. Народився 1598 року. У 1608 році втратив батька. Після цього оголошений спадкоємцям діда — даймьо Мацумае Йосіхіро. Після смерті того у 1616 році стає новим даймьо Мацумае-хана. Продовжив політику попередника з посилення позицій свого володіння на о. Хоккайдо.
Енергійно взявся за розбудову фортеці й міста Мацумае, які було розширено у 1620 і 1633 роках. У 1618 і 1621 роках вітав тут християнських місіонерів на чолі з Джіроламо де Анджелісом. Разом з тим розширив торгівлю з західними і східними айнами. У 1620 році у східному Хоккайдо (в Акккесі) створено першу торговельну факторію (басьо).
Невдовзі в східній частині володінь було знайдено золотий пісок. За наказом Кінхіро в різних районах острова стали будуватися шахти. До 1628 року шахти з'явилися навіть у віддалених областях — Хідака і Токати. Проте діяльність Мацумае ускладнила життя айнів. Промивання золотого піску велося в річках з нерестилищами лососевих. Крім того, працівники з Хонсю, які працювали на копальнях, всіляко гнобили місцеве населення. З'являються також мідні та срібні копальні.
1634 року супроводжував сьогуна у подорожі до Кіото. Тоді ж отримав тимчасовий статус даймьо з доходом у 10 тис. кокурису (остаточно його було закріплено за нащадками 1719 року). У 1635 році перший японець Хіранорі Муракамі відвідав Південні Курильські острови. Також він склав першу мапу о. Хоккайдо. У 1644 році (вже після смерті Мацумае Кінхіро) відомості Хіранорі Муракамі було доправлено до сьогунської адміністрації та включено до «Мапи Японії епохи Сехо».
Сам Кінхіро основні зусилля спрямовував на фактичне оволодіння Хоккайдо, задля чого проводив активну політику асиміляції айнів, запрошував сюди японських колоністів. У 1637 році пожежею було знищено резиденцію хана, тому останні роки життя Кінхіро приділяв для її відновлення. У 1639 році відповідно до наказу сьогуна наказав стратити 106 християн. Помер у 1641 році. Йому спадкував син Мацумае Удзіхіро.